# 肉馅行动
肉馅行动（英語：Operation Mincemeat）是第二次世界大战期间英国成功实施的一场军事诱骗行动，以隐瞒1943年盟军入侵西西里的意图。英国情报机构通过将一名误服毒鼠药而死的流浪汉格林杜·迈克尔伪装成携带机密情报而在佛朗哥西班牙近海飞机失事的英国军官，成功使纳粹德国及领导人希特勒相信盟军进攻方向不在西西里，而将该处重兵分散到撒丁岛和希腊，帮助盟军占领西西里进而击败義大利王國。

## 背景

### 行动灵感
1939年9月，英国海军情报处的海军中将戈弗雷（John Godfrey）编写了《鳟鱼备忘录》。《备忘录》中将欺骗敌军和飞蝇钓相提并论。第28项提出了利用携带伪造文件的尸体来迷惑敌方的战略。在第一次世界大战期间，英军曾使用过类似的手法迷惑了鄂圖曼军队。1942年阿拉姆哈勒法戰役期间，英军将一具携带有雷区地图的尸体放置在一辆炸毁的轻型装甲车上，以此令德军的装甲部队转向陷入了沙地中。1942年9月，一架从直布罗陀起飞的英国军机坠毁在西班牙加的斯附近，机上全体人员无人幸存。遇难者包括一位英国的情报人员特纳和一位法国间谍，而携带着盟军情报的特纳的遗体被西班牙当局寻获。事后英方接回了遗体，并判断他所携带的文件没有被德方获取。但有情报显示德方获得了法国间谍所携带的笔记本（虽然并未采信其内容），说明了西班牙政府有可能将一些情报共享给纳粹德国。

坠机时间发生一个月后，英国情报官员乔姆利（Charles Cholmondeley）提出了特洛伊计划，大致内容是利用一具在伦敦医院寻获的尸体（需要在胸腔内灌水来伪造溺水证据）并将其和虚假情报一齐空投到敌方附近。乔姆利的计划曾遭到军情5处双十委员会的（Twenty Committee）的否決，但之后又被认为具有一定的可行度。委员会之后委派了海军的蒙塔古（Ewen Montagu）和寇蒙德利一起研究改善该方案。

### 战争进程
1942年盟军在北非取得了胜利，而英方认为入侵法国不应早于1944年。时任首相丘吉尔希望盟军以北非为跳板北上进攻欧洲南部。当时可供选择的有两处地点，一是西西里岛，二是希腊。攻占西西里岛可以保证盟军船只顺利通过地中海，同时也便于继续入侵意大利；而夺回希腊则可以和北面的苏军一起包围东线的德军。1943年1月的卡萨布兰卡会议室，盟军指挥一致决定不应晚于当年7月进攻西西里岛。但盟军代表依然对此计划表示怀疑，主要因为西西里岛是一个过于明显的目标（丘吉尔更是表示即便德军是白痴，他们也知道西西里岛的重要性），而且这项军事行动需要大量调派人员，极有可能令德军察觉。然而在德国方面，希特勒最为担忧的还是巴尔干半岛的安全。德国亟需巴尔干的资源支撑自己的军工体系。盟军因此便制定了巴克莱行动令德方误以为巴尔干才是他们的目标。为此，盟军在开罗设立了一个虚构的12军指挥部，并在叙利亚展开军事训练（利用假坦克和假装甲车）。同时，盟军大量招募希腊语翻译，囤积希腊地图和货币。开罗的指挥部发出大量虚假命令。进攻西西里岛的指挥部（位于突尼斯）特地使用了电话线进行通讯，为了避免无线电通话被对方截获。

## 行动进展

### 寻找尸体
军情6处的弗利（Frank Foley）陸軍少校协助乔姆利和蒙塔古研究了计划的可行性。为了令尸体能够骗过西班牙方面的验尸官，他们特意咨询了病理学家斯皮尔斯伯里爵士（Sir Bernard Spilsbury）。斯皮尔伯里爵士表示，空难死者通常并非死于溺水而是坠机带来的冲击，所以尸体的肺部不一定会充满水。而且西班牙人多数信奉天主教，因此除非情況异常，通常他们并不乐意解剖尸体。况且导致一个人死亡的原因有多种，尸检也不一定能够明确判断。蒙塔古认为如果对方预先判断死者是溺水而亡的话，那他的胸腔内存在海水还是其他液体的区别并不重要。如此一来，这项计划成功的可能性将大于预期，同时遴选尸体的要求也相应降低。蒙塔古随即考虑从北伦敦的验尸官伯切斯（Bentley Purchase）那获得一具尸体，但他获悉这样做存在法律上的困难。虽然在战时尸体并不罕见，但是几乎所有死者都有人认领。伯切斯答应试着寻找一具无人认领的尸体。
1943年1月28日，伯切斯联络了蒙塔古，告诉他他们找到了一具合适的遗体。死者名为格林杜·迈克尔（Glyndwr Michael），生前在伦敦流浪，因为误吞了毒鼠药而丧命。伯切斯同时表示尸体体内微量的毒物很难被检出，尤其是在海水中浸泡了几天的情况下。蒙塔古又表示死者体貌瘦小，不太像一个军官。伯切斯回应尸体并不需要看起来像一名军官，特别是文职军官。之后，遗体被保存在摄氏4度的低温中（如果冷冻遗体再解冻的话，肌肉组织的变化会非常明显）。伯切斯提醒对方尸体必须在3个月内得到使用，否则之后将腐化。

### 安置身份

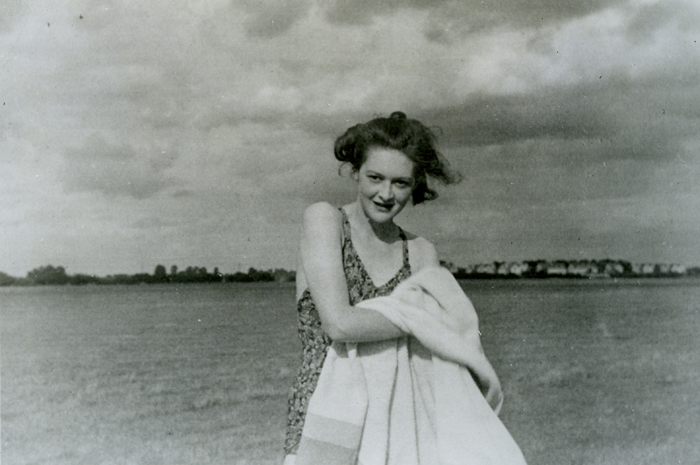
虚构的女友「潘安」

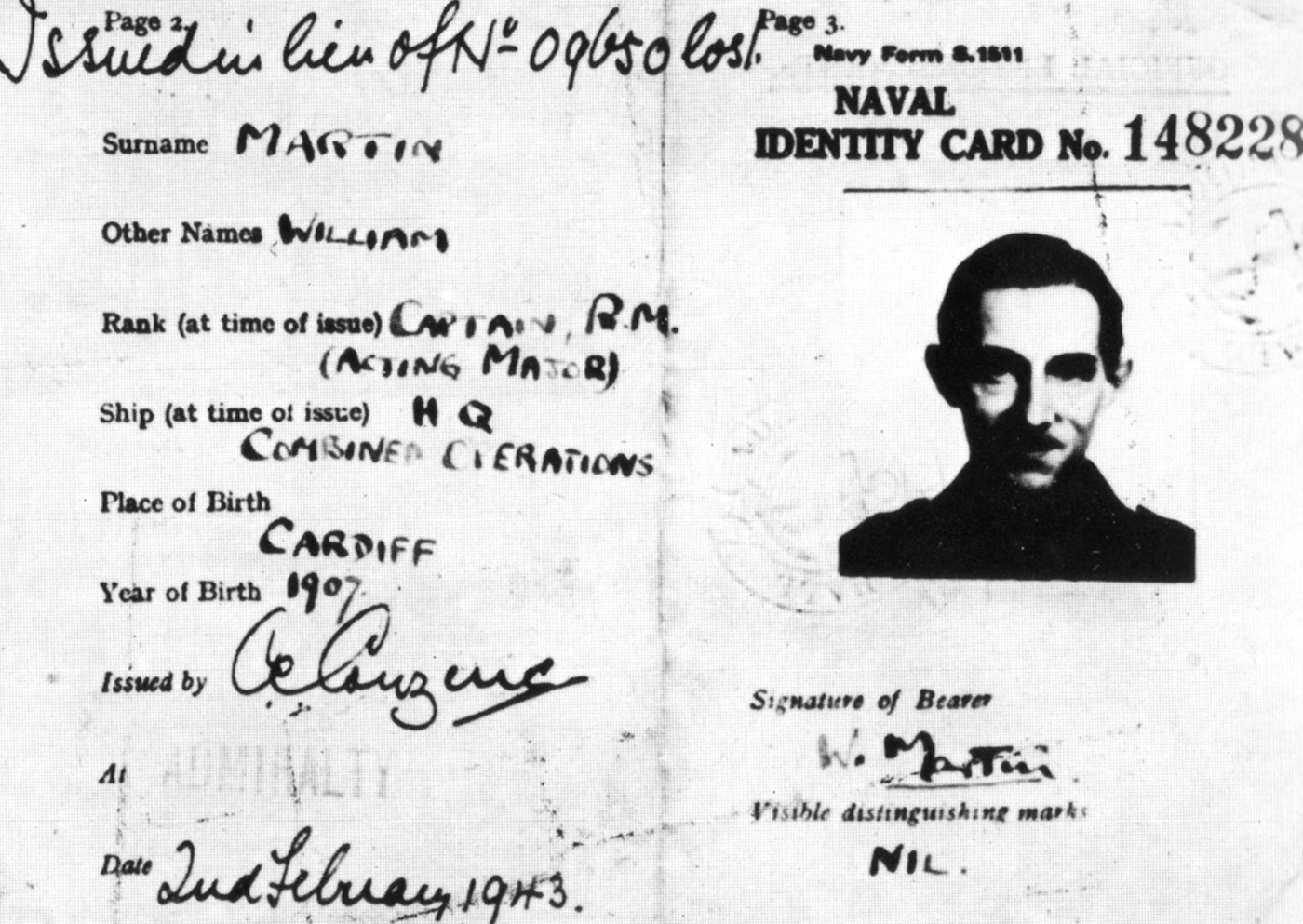
「马丁少校」的军官证件

行动最终命名为“肉馅”。1943年2月4日，蒙塔古和寇蒙德利向双十委员会提交了修改过的特洛伊木马计划。新的计划将会把伪装军官的尸体抛置在西班牙海岸线附近，预计西班牙政府寻获遗体后将会告知德国的情报机构。委员会批准了计划，并呈报了盟军指挥部的高级官员，对方下令要求继续执行计划。
蒙塔古和乔姆利为尸体安排了一个新的身份：威廉·马丁（William Martin）海軍陸戰隊上尉（兼代理少校），是派任到联合作战总部的军官。当时英國皇家海军陆战队中正好有几个同軍階的军官也叫马丁。由于海军陆战队直属海军部管理，因此所有关于他死讯的调查都会通报到海军情报部。之所以选择代理少校这个军衔是因为这个职位能够获得机密情报但又不至于太过瞩目。
为了令马丁的身份更加逼真，两人准备了一些随身携带的物品。其中包括一张未婚妻潘安（Pam）的照片（其实是军情5处的一位女书记员莱斯利）、两件潘安写的情书、一张53英镑10先令6便士的订婚钻戒收据（由一家倫敦龐德街珠宝店开出）、马丁父亲写的信件（包括了家庭律师的来信和一条来自劳埃德银行的要求偿还79英镑的催款消息）。军情5处的特工还特意试验了哪种墨水写的字在海水浸泡后依然可以辨认出来，最后确定了几种可以使用的墨水。
遗体携带的私人物品还有一些邮票、银十字勋章、刻有圣克里斯托夫的铜牌、香烟、火柴、一支铅笔头、钥匙和格里夫斯男装店。为了证明死者生前曾造访过伦敦，情报人员还安放了一张伦敦剧院的剧票票根和一张海陆军俱乐部的住宿收据。马丁到访伦敦的时间被设计在4月18日至24日间。
唯一的问题发生在证件照片上。依照规定海军陆战队军官需要携带身份卡，但迈克尔的相片很容易就看得出他是一具尸体。于是蒙塔古开始寻找和死者相貌类似的替代者，最终在军情5处找到了里德上尉（Ronnie Reed）。里德同意了蒙塔古为他照一张身着陆战队军服的相片。但对于马丁这样一个资历较深的军官来说，他的身份证件看起来过于崭新。为了弥补这个漏洞，他们又在证件上注明了原件丢失的字样。蒙塔古甚至花了三周时间用他的裤子摩这些卡片，就为了模仿使用过的磨损痕迹。军装也是乔姆利曾经穿过的（因为他的体格和尸体差不多）。他们还为尸体找了一条高级的羊毛内裤（因为战时物资短缺的缘故，当时英军军服并不包括内衣裤）。该内裤属于已故的牛津大学新学院院长费雪（Herbert Fisher）。

### 伪造文件
蒙塔古认为如果要令德国人相信他们伪造的文件的话，它必须满足三个条件：第一，信中需要明确说明巴尔干是盟军的目标（但不应详尽阐述细节）；第二，它需要指出西西里岛（以及另一处地点）是障眼法；第三，它必须是非官方文件（因为官方文件一般只用外交邮袋或者加密电报运送）。奈（Sir Archibald Nye）中将亲笔起草了一份给盟军第18集团军的亚历山大（Sir Harold Alexander）上将的私人信件。但是几经修改后，奈发现信里的文字读起来并不自然。随后他又按照蒙塔古的要求写了一遍，并在其中加入了一下敏感信息，比如关于美军授予英国官兵紫心勋章和设立近卫旅指挥官的提议。蒙塔古对修改后的信件感到满意。
此外，马丁随身还有一份蒙巴顿勋爵的写给海军上将康宁汉的介绍信。信中指出马丁是一位跨领域的军事专家，在行动结束前会被借调到海军在地中海的舰队。为了测试西班牙或者德国方面是否开启过信封，他们还在信内放置了一条黑色睫毛。
蒙塔古考虑到万一西班牙人出于宗教原因没有对尸体进行检查，那样这些放在口袋内的信件就不会被发现了。所以他们又在尸体身上安放了一个文件包。包内装有两本作家桑德斯（Hillary Saunders）写的联合行动宣传册，以及一封蒙巴顿勋爵写给艾森豪威尔将军的信（请求他为宣传册作序）。技术人员起先计划将文件包放在死者手中，伪造出尸僵让死者紧抓提手的假象。但是，因为不确定尸体多久后会被发现（而尸僵只会持续有限时间），所以存在死者手松开后文件包被冲走的可能。于是他们设计了一个皮制的链条将文件包拴在死者的袖子上，但是蒙塔古又认为死者不可能在飞行途中始终把链条固定在自己的手腕上，所以他们将链条改拴在外套的腰带上。

### 投送方式和地点
蒙塔古等人决定西班牙西海岸是投放尸体的理想地点。虽然最初小组考虑过法国以及葡萄牙的海岸，但是最后在皇家海军的水文学专家建议下，他们还是选定了西班牙南部沿海的韦尔瓦作为最终的目的地。因为只有这里附近的洋流会准确地将尸体送到海岸。韦尔瓦被选中的另一个原因是根据情报，那里附近有一个相当活跃的德国情报人员克劳斯（Adolf Clauss）。克劳斯是德国驻当地领事的儿子，以农业专家的身份从事间谍活动。而根据蒙塔古的说法，英国驻韦尔瓦领事哈塞登（Francis Haselden）是一个相当可靠的人，足以为他们提供有用的情报。
依照计划，马丁少校会被伪造成空难的遇害者。经过论证，设计人员认为并无必要利用闪光弹来制造空难假象（这样极有可能会引来敌军勘察）。同时，他们也排除了空投或者用水面舰只投放的可能性。到了最后，潜艇被选定为可靠的运载工具；而且，尸体必须被放置在潜艇内部。如果挂在艇外的话需要另外设计一个水密罐，但为了抵御水压这个载具必须非常厚重，以致于会影响到潜艇正常的运作。乔姆利联系了后勤部的史密斯（Charles Fraser-Smith），让他设计了一款特殊容器，以便保持尸体的新鲜度。
1943年4月13日，联合参谋总部决定应当执行计划。总部随即联系了负责协调军事诱骗行动的比文上校（John Bevan），并且让他寻求丘吉尔的批准。两天后，比文在伦敦的内阁战争指挥部见到了丘吉尔，当时对方仍在睡床上抽雪茄。他告诉丘吉尔这项行动的风险，包括西班牙人直接将尸体交还给英国方面的可能性。丘吉尔回应道如果这种情况发生，他们可以再尝试投送一次尸体。随后他批准了行动计划，但鉴于进攻西西里岛会是盟军集体行动，他要求地中海战区的指挥官艾森豪威尔将军作出最后决定。比文向驻扎在阿尔及利亚的艾森豪威尔派发了一条加密电报，在4月17日得到了批准的回电。

## 执行计划
1943年4月17日清晨，执行小组按照计划给迈克尔的遗体穿上了军服，但临近尾声时出现了一个问题：尸体的一只脚冻住了，所以无法套上皮靴。于是伯切斯等人找来了一个电炉给脚解冻。之后他们在尸体衣物的口袋里放上了伪造的信件，并给他拴上了文件包。穿戴整齐的“马丁少校”被放入一个装有9.5公斤干冰的铁桶中，并被密封起来。干冰升华后，二氧化碳便会充满整个桶，避免尸体进一步腐烂。铁桶被放在一辆1937年的福特面包车上，司机是军情5处的霍斯福尔 （St. John Horsfall）。霍斯福尔战前曾经是赛车冠军。乔姆利和蒙塔古两人坐在面包车后排。他们连夜开车赶往苏格兰西部的格里诺克，然后将铁桶搬上了皇家海军炽天使号潜艇（HMS Seraph）。潜艇指挥官杰威尔上尉（Bill Jewell）和手下的船员们都有着执行特殊任务的经验。为了保密，杰威尔告诉下属桶内装的是机密的气象设备，他们将会把它投放到临近西班牙的地方。

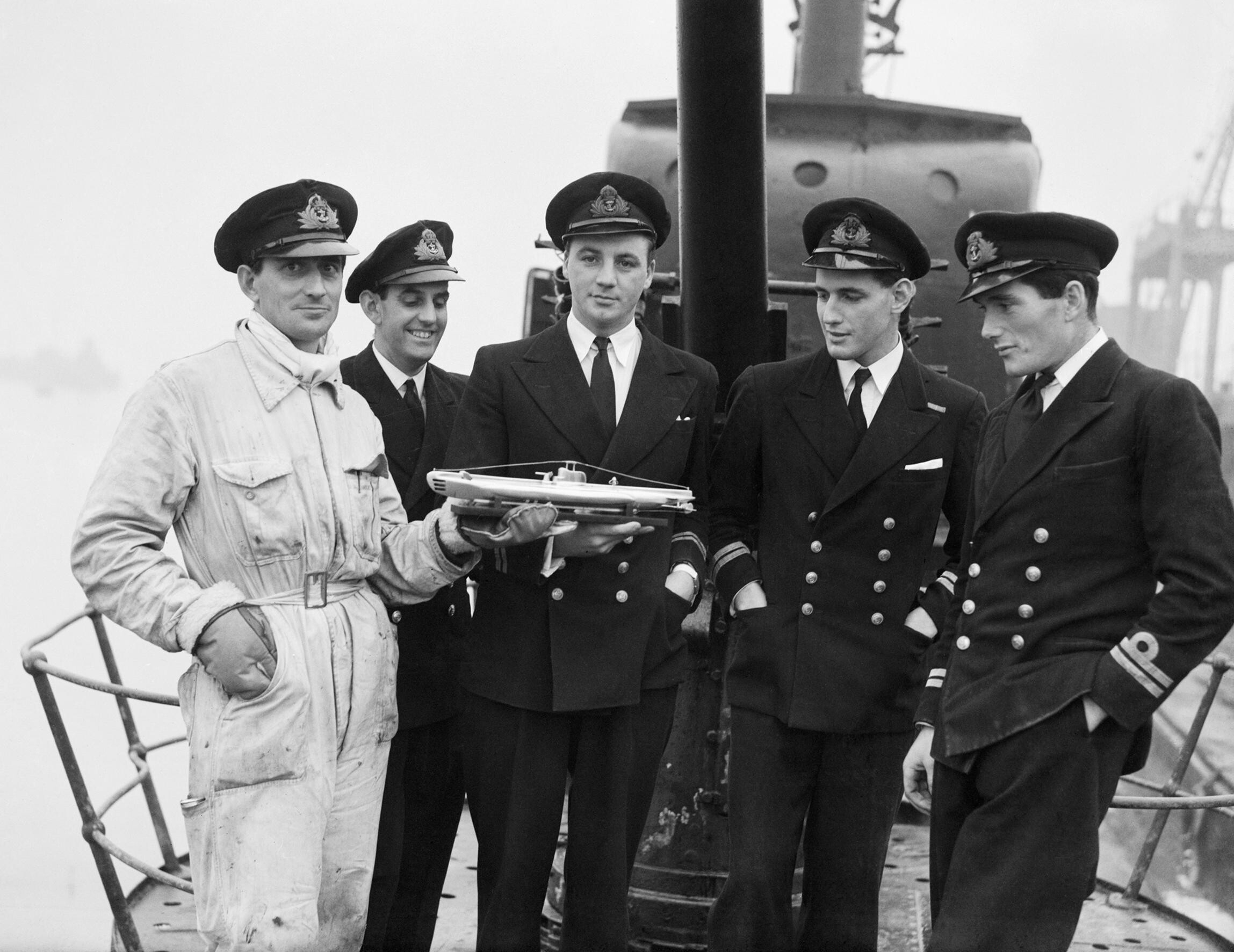
执行任务的炽天使号的船员们

4月19日，炽天使号启航并在10天后抵达韦尔瓦附近的海域。途中，他们遭受了两次水雷袭击。炽天使号花了一天时间勘察海岸线，并在30日凌晨4时15分上浮。杰威尔下令将铁桶带上甲板，并且要求除了军官外所有人回舱内。随即，他们打开了铁桶并将尸体放入海水中。杰威尔朗读了《诗篇》第39篇，然后下令引擎倒车，利用螺旋桨的推力将尸体推向海岸。他们又将铁桶带回舱内，在航行了12英里后，将空铁桶投入海中。为了保证铁桶沉入海中，潜艇官兵用机枪射击它。但是这样做没有成功，于是他们改用塑料炸弹炸毁了铁桶。杰威尔向海军部发出一条电报表示行动完成，然后继续启航前往直布罗陀。

## 尸体被发现
4月30日早上9点30分，尸体被西班牙当地的渔民发现。士兵们将其带回了韦尔瓦交给一个海军法官处理。西班牙当局通知了英国副领事哈塞登，他将尸体和文件包被发现的事回报给海军部。之后哈塞登和他的上级用预先准备好的稿件通信。英国方面知道这些加密的信息会被德国人破获，所以他们故意透露出了公文包的重要性，并且要求哈塞登尽快将其拿回来。
5月1日中午，西班牙当局对尸体进行了尸检。哈塞登在场，为了避免令西班牙医生看出所谓的“马丁少校”其实是一具已经死了3个月的尸体，他建议医生盡快结束尸检然后就可以去吃午餐了（理由是西班牙的天气非常炎热，尸体已经开始发臭）。医生们同意了他的看法，于是签署了死亡证明，表示死者是溺水窒息而亡的。之后西班牙当局将尸体归还英方。5月2日，尸体以军事葬礼形式被埋葬在圣母墓地的圣马可区。
尽管克劳斯和德国情报人员施加了压力，西班牙当局并未将扣留的文件包交给德方。5月5日，文件包被送往了圣费南多的海军总部。在文件包等待被送往马德里之前，海军总部的纳粹同情者给其中的内容拍了照片。在文件包抵达马德里之后，纳粹德国在西班牙最重要的情报人员之一的屈赫伦塔尔（Karl-Erich Kühlenthal）对其表现出了极大的兴趣。在咨询了上级加纳里斯（Wilhelm Canaris）海军上将之后，他向西班牙政府提出了获得这些文件的要求。西班牙政府最后同意了。他们将尚未干透的信件绕在一根探针上，然后在翻盖的缝隙处将信纸抽出，从而不破坏封印。信纸被烘干后照相，然后被浸泡在盐水中长达24小时，最后再塞回信封中。5月8日，德方收到了信中的消息。因为感到兹事体大，屈赫伦塔尔亲自前往德国汇报情况。
5月11日，哈赛登收到了西班牙退回的文件包，并用外交邮袋将其寄回了伦敦。伦敦方面对信纸进行了法证检查，发现了信纸的纤维损坏，这说明了它曾经被折叠不止一次，所以信纸肯定被取出过。另一个重要证据是原先放在信封内的睫毛不见了。为了打消德国人担忧他们的行动被发现的念头，伦敦又向哈塞登发送了一份容易被破解的电报。在电报中，英方表示信件已经被检查过了，并未发现被打开过的痕迹。哈塞登更进一步将这个消息泄露给了同情纳粹的西班牙官员。
5月14日，英国政府在布萊切利園的密码部门截获了一条德军内部的通话，证明了德国已经获得了信中的情报。德军通话内容大致是警告盟军会对巴尔干半岛进行攻击，并可能佯攻十二群岛（在土耳其西海岸附近）。联合参谋部的秘书霍利斯（Leslie Hollis）准将把这个消息转达给了当时身在美国的丘吉尔。为了加强马丁少校存在的假象，蒙塔古在同年6月4日的《泰晤士报》上刊登的阵亡名单中加入了马丁的名字。巧合的是，同日发行的报纸中的确有两位因飞机失事而遇难的英军军官的讣告。而因为遭到德军战机攻击而不幸坠机身亡的著名影星莱斯利·霍华德的死讯则被刊登在了对开的版面上。

## 德方反应
1943年5月14日，从意大利归来的海军元帅邓尼茨与希特勒会见，两人讨论了战争进程以及邓尼茨和墨索里尼的会面。邓尼茨将肉馅行动的文件称为“盎格鲁-撒克逊命令”。与墨索里尼不同的是，希特勒并不认为盟军会进攻西西里岛。相反，肉馅行动透露出的信息让他坚信撒丁岛和希腊半岛才是盟军真正的目标。希特勒向墨索里尼表示德军将竭尽全力保卫科西嘉岛、撒丁岛和希腊。德军的第1装甲师从法国抽调到了塞萨洛尼基。英国在5月21日截获了这条消息。到了6月底，驻防撒丁岛的德军已经增加一倍到了10000人，岛上机场也停放有战斗机作为支援。两支装甲师从东线被调防到了巴尔干。德国海军的鱼雷艇也紧急从西西里岛转移到了希腊群岛。原本只有一个师防卫的希腊新增了7个师。巴尔干地区则新增了10个师，共计18个师。
7月9日，盟军开始了入侵西西里岛的哈士奇行动。英国情报部门截获的信号显示，在英美军队开始入侵西西里岛之前，甚至还有21架军机离开西西里前往撒丁岛。甚至在盟军开始攻击后，希特勒还坚信盟军会马上进攻巴尔干。7月底，德国调派了隆美尔前去保卫塞萨洛尼基。当德军指挥部意识到上当受骗后，局势已经不可挽回了。

## 后续影响
1943年7月25日，当轴心国军队在西西里岛出现颓势之时，意大利法西斯大委员会投票限制了墨索里尼的权力，并决定将意军的指挥权交还给国王维托里奥·埃马努埃莱三世。26日，墨索里尼会见了国王，后者解除了前者的首相职位。墨索里尼很快遭到了监禁。新成立的意大利政府开始秘密与盟军接触。8月17日，西西里岛落入盟军之手。整个战役过程中，6万5000名德军拖住了40多万英美联军的进攻，为德军大部队撤回意大利本土留出了宝贵的时机。 
但是也有学者认为肉馅行动（以及整个巴克莱行动）对西西里岛战役的影响有限。希特勒原本便不甚信任意大利人，也不愿意牺牲德军保卫随时可能投降的意大利。军事历史学家霍华德（Michael Howard）认为希特勒对巴尔干天生的执念对盟军在西西里岛的成功的帮助远远大于肉馅行动。但是，盟军遭受了比预期更少的损失则是无可争议的事实。英国陆军原本预测作战第一周会达到10000人左右的伤亡，结果实际伤亡人数只有这个数字的1/7。海军方面则只损失了12艘舰艇，而原本估测的战损是300艘。总体上，盟军只花了38天就完成了预计90天才能结束的战斗。
7月13日，希特勒终止了在库尔斯克的攻势。虽然这项命令很有可能是因为针对苏联方面的战略调整，但是也有史学家认为这是因为西西里岛登陆让希特勒认为盟军很快会转向进攻巴尔干（假设西西里仅是障眼法），从而导致他决定增调部队防卫希腊。但是，正因为德军停止了进攻，苏军才得以把握时机进行反攻，彻底扭转了战局。

## 其他

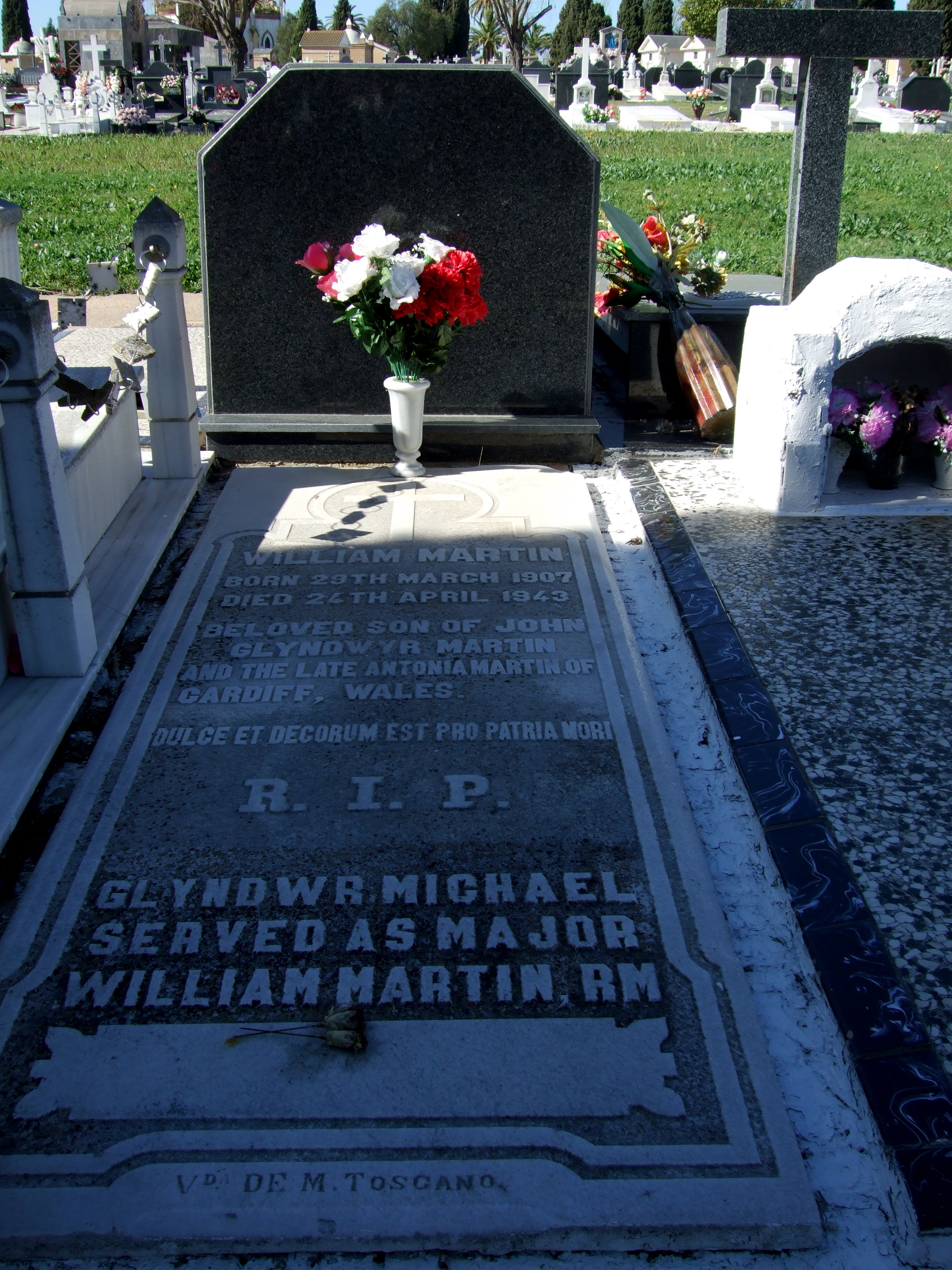
位于韦尔瓦的“马丁少校”之墓

1944年，策划肉馅行动的蒙塔古被授予官佐级大英帝国勋章，而计划的計畫發起人乔姆利在1948年获得了员佐级大英帝国勋章。
1950年，曾任内阁大臣的库珀（Duff Cooper）创作了间谍小说Operation Heartbreak（《心碎行动》） 。书中的一个情节和肉馅行动类似，都是利用带有假文件的尸体诱骗德军。之后，英国情报部门决定将行动公诸于众。
1953年，蒙塔古花了一个周末的时间写出了The Man Who Never Was（《谍海浮尸》） 。该书售出了200万本，后来在1956年被改编为同名电影。由于政府未许可蒙塔古披露行动细节，所以他将情报组截获德军信号的内容隐去。1977年，蒙塔古又出版了Beyond Top Secret U（《绝密计划U之外》）。此书是他的自传，其中揭露了更多关于行动的细节。
1977年，英联邦军人墓地委员会（Commonwealth War Graves Commission）将韦尔瓦的“马丁少校”之墓纳入管辖范围。1997年，墓碑上又加入了一行铭文，以纪念墓地真正的主人迈克尔。 
2015年，基于迈克尔儿时在南威尔士成长的经历，威尔士的一家剧院将《谍海浮尸》改编成了音乐剧，由卡菲利的小学生们在同年的威尔士文化节表演。2019年，一部类似的音乐剧也在伦敦上演。